# بلمانت (کارولینای شمالی)
بلمانت (به انگلیسی: Belmont) شهری در ایالت کارولینای شمالی کشور ایالات متحده آمریکا است که جمعیت آن در سرشماری سال ۲۰۱۰ میلادی، ۱۰٬۰۷۶ نفر بوده‌است.